# Braian Molina
Braian Nicolás Molina (Moreno, 1º novembre 1995) è un calciatore argentino, difensore del San Martín (B).

## Carriera
Cresciuto nel settore giovanile del River Plate, ha iniziato la sua carriera nella seconda divisione argentina con l'Instituto (C), dove in due stagioni ha giocato 4 partite di campionato. Nel 2017 si è trasferito al Venados, dove ha giocato per una stagione e mezza nella seconda divisione messicana. Successivamente ha vestito le maglie di Ñublense (seconda divisione cilena), Macará (massima serie ecuadoriana, con cui ha anche esordito nelle competizioni sudamericane) ed infine è tornato in  Argentina al Deportivo Morón, in seconda divisione. Nel dicembre del 2021 è stato acquistato dalla squadra honduregna del Marathón, trasferimento che diviene ufficiale dal 1º gennaio 2022.

## Statistiche

### Presenze e reti nei club
Statistiche aggiornate al 15 gennaio 2022.
| Stagione         | Squadra          | Campionato       | Campionato | Campionato | Coppe nazionali | Coppe nazionali | Coppe nazionali | Coppe continentali | Coppe continentali | Coppe continentali | Altre coppe | Altre coppe | Altre coppe | Totale | Totale |
| Stagione         | Squadra          | Comp             | Pres       | Reti       | Comp            | Pres            | Reti            | Comp               | Pres               | Reti               | Comp        | Pres        | Reti        | Pres   | Reti   |
| ---------------- | ---------------- | ---------------- | ---------- | ---------- | --------------- | --------------- | --------------- | ------------------ | ------------------ | ------------------ | ----------- | ----------- | ----------- | ------ | ------ |
| 2016             | Instituto (C)    | PBN              | 4          | 0          |                 | -               | -               |                    | -                  | -                  |             | -           | -           | 4      | 0      |
| 2016-2017        | Instituto (C)    | PBN              | 0          | 0          |                 | -               | -               |                    | -                  | -                  |             | -           | -           | 0      | 0      |
| Totale Instituto | Totale Instituto | Totale Instituto | 4          | 0          |                 | -               | -               |                    | -                  | -                  |             | -           | -           | 4      | 0      |
| 2017-2018        | Venados          | AMX              | 28         | 2          | CM              | 1               | 0               |                    | -                  | -                  |             | -           | -           | 29     | 2      |
| 2018-gen. 2019   | Venados          | AMX              | 9          | 0          | CM              | 2               | 0               |                    | -                  | -                  |             | -           | -           | 11     | 0      |
| Totale Venados   | Totale Venados   | Totale Venados   | 37         | 2          |                 | 3               | 0               |                    | -                  | -                  |             | -           | -           | 40     | 2      |
| 2019             | Ñublense         | 1B               | 16         | 0          | CC              | 2               | 0               |                    | -                  | -                  |             | -           | -           | 18     | 0      |
| 2020             | Macará           | A                | 27         | 3          |                 | -               | -               | CL                 | 2                  | 0                  |             | -           | -           | 29     | 3      |
| 2021             | Deportivo Morón  | PBN              | 14         | 0          |                 | -               | -               |                    | -                  | -                  |             | -           | -           | 14     | 0      |
| gen.-mag. 2022   | Marathón         | LN               | 0          | 0          |                 | -               | -               |                    | -                  | -                  |             | -           | -           | 0      | 0      |
| Totale carriera  | Totale carriera  | Totale carriera  | 98         | 5          |                 | 5               | 0               |                    | 2                  | 0                  |             | -           | -           | 105    | 5      |